# Jacob Robert Kantor
Jacob Robert Kantor (Harrisburg, Pensilvania; 8 de agosto de 1888-Chicago; 1984), también conocido como J. R. Kantor, fue un destacado psicólogo estadounidense.

## Biografía
Entró en la Universidad de Chicago y si bien inicialmente estaba interesado en el campo de la química, se dedicó a la psicología. En 1914, Kantor inició un doctorado, que obtuvo finalmente en 1917. Fue profesor en la Universidad de Chicago desde ese año hasta 1920, pasando a continuación a la de Indiana, donde ejerció como profesor durante 39 años. Kantor se retiró en 1959, pero continuó enseñando como profesor visitante en la Universidad de Nueva York y luego en la de Maryland. Fue nombrado investigador asociado en la Universidad de Chicago en 1964 y trabajó allí hasta su muerte, acaecida veinte años después.

## Contribuciones a la psicología
Una de las mayores contribuciones de Kantor a la psicología fue el desarrollo de puntos de vista naturalistas. Kantor se esforzó por crear un método científico para el estudio de la psicología, semejante a los de la biología, la química y la física.
Kantor utilizó este método de psicología objetiva para seguir investigando en las áreas de psicología social y psicología del comportamiento. También publicó numerosos escritos sobre filosofía de la ciencia.
El pragmatismo de Dewey, Angell y Mead ejerció una gran influencia en su pensamiento, lo que lo llevó a desarrollar un sistema conocido como "interconductismo" (interbehavourism).